# Psilotrichum ferrugineum
Psilotrichum ferrugineum är en amarantväxtart som först beskrevs av William Roxburgh, och fick sitt nu gällande namn av Horace Bénédict Alfred Moquin-Tandon. Psilotrichum ferrugineum ingår i släktet Psilotrichum och familjen amarantväxter. Utöver nominatformen finns också underarten P. f. ferrugineum.